# Christie Dashiell
Christie Dashiell (* 8. September 1988 in Washington, D.C.) ist eine amerikanische Jazzmusikerin (Gesang, auch Piano, Komposition).

## Leben und Wirken
Dashiell wuchs in Greenville, North Carolina, als Tochter des Bassisten Carroll V. Dashiell und der Gospelsängerin Rhonda Dashiell auf; mit ihren Eltern und Geschwistern trat sie auch in einem Familienensemble auf. Sie studierte zunächst an der Howard University, dann an der Manhattan School of Music. Als Mitglied des Vocalensembles Afro-Blue trat sie 2011 in der NBC-Sendung The Sing Off auf. Bei den Student Music Awards des Magazins Down Beat wurde sie sowohl als herausragende Solistin als auch als beste Sängerin in der Graduate College Division ausgezeichnet.
Dashiell leitete ihr eigenes Quartett, mit dem sie 2016 ihr Debütalbum Time All Mine vorlegte; von CapitolBop wurde es als bestes Album des Jahres ausgezeichnet. 2023 folgte ihr zweites Album Journey in Black, das im Down Beat mit fünf Sternen ausgezeichnet wurde. Dort gilt sie als „eine der innovativsten Sängerinnen und Komponistinnen dieser Tage.“ Weiterhin ist sie mit Nancy Wilson, Geri Allen, Smokey Robinson, Esperanza Spalding und Fred Hammond aufgetreten und hat sich auf dem Atlanta Jazz Festival, dem Mary Lou Williams Women in Jazz Festival, dem DC Jazz Festival und dem Winter Jazzfest in New York City vorgestellt. An der Seite von Marcus Strickland und neben Künstlern wie Immanuel Wilkins und Cheikh Tidiane Sekh war sie auch am Sampler Black Lives from Generation to Generation beteiligt. Sie ist zudem auf Alben von Mark G. Meadows, Sharel Cassity, Marquis Hill, Marcus Strickland und Nicholas Payton zu hören. Aktuell gehört sie außerdem zur Band von Stefon Harris.
Weiterhin lehrt Dashiell an der Temple University, der Howard University und der University of the District of Columbia.

## Preise und Auszeichnungen
2024 wurde Dashiell einer der Next Jazz Legacy Awards zuerkannt.